# Basserolidae
Basserolidae zijn een familie van pissebedden.

## Taxonomie
Het volgende geslacht wordt bij de familie ingedeeld:
- Basserolis Poore, 1985